# ノートル・ダム・ロー・スクール
ノートル・ダム・ロー・スクール（英: Notre Dame Law School）は、ノートル・ダム大学のロー・スクール。1869年設立。米国最古のカトリック系法科大学院である。

## 学位
以下の学位を提供する。
- 法務博士（Juris Doctor, JD）
- 法学修士（Master of Laws, LLM）
- 法学博士（Doctor of Juridical Science, DJS）

## 著名な出身者
- エイミー・コニー・バレット - アメリカ合衆国最高裁判所陪席判事
- ハリー・ケリー - 第39代ミシガン州知事
- マイク・ステポビッチ - 元アラスカ州知事
- アンドリュー・ナポリターノ - Fox News上級司法アナリスト